# イマノル・プラダレス
イマノル・プラダレス（Imanol Pradales, 1975年4月21日 - ）は、スペイン・ビスカヤ県サントゥルツィ出身の政治家。バスク民族主義党(PNV)所属。2024年からバスク州政府首相を務めている。

## 経歴

### 家族
1930年代後半のスペイン内戦の際、父方の祖父は共和派として戦い、オチャンディオ爆撃で負傷している。父はビルバオ出身であり、母はサントゥルツィ出身であり、いずれもバスク民族主義党の党員だった。父親はフランコ独裁体制時代にバスク民族主義党の地下組織の一員であり、政権移行期にはサントゥルツィ市議会議員を務めた。

### 青年時代
1975年4月21日、ビスカヤ県サントゥルツィに生まれた。ポルトゥガレテにある私立のイカストラで初等教育と中等教育を終え、後にバスク州政府首相に就任するイニゴ・ウルクリュにも自然科学とスペイン語を学んだ。その後はビルバオのデウスト大学に進学し、1997年に社会学と政治学の学位を取得した。
さらにマドリードのマドリード工科大学に進学し、1999年にナレッジマネジメントの修士号を取得した。その後はデウスト大学に戻り、2004年に社会学と政治学のPhD（博士号）を取得した。2010年、マドリードのIEビジネススクールで高度管理の大学院課程を修了した。デウスト大学で大学教員となり、2007年に政界に入るまで教員を務めた。

### 政治家として
2011年から2015年にはビスカヤ県政府の経済促進担当副部長、2015年から2019年には経済・地域開発担当副部長、2019年から2024年にはインフラ・地域開発担当副部長を務めた。
2024年1月にはバスク民族主義党の州首相候補に指名された。2024年4月21日のバスク州議会議員選挙でバスク民族主義党は第1党となり、6月22日にはイニゴ・ウルクリュの後任としてプラダレスがバスク州首相（レンダカリ）に就任した。